# Gypsys, Tramps & Thieves (canción)
«Gypsys, Tramps & Thieves» —en español: «Gitanos, vagabundos y ladrones»— es una canción de la artista estadounidense Cher. Fue lanzada en 1971 como primer sencillo de su séptimo álbum de estudio Gypsys, Tramps & Thieves. Logró encabezar el Hot 100 de Billboard el mismo año, convirtiéndose en su primer número uno en Estados Unidos, así como en una de sus canciones más notables de su carrera.

## Información general
«Gypsys, Tramps & Thieves» fue originalmente lanzado como primer sencillo del álbum homónimo Cher, sin embargo, luego del destacado éxito de la canción, el álbum fue reanzado con el mismo título. Fue compuesta por Bob Stone bajo el nombre «Gypsys, Tramps and White Trash», pero luego de la insistencia del productor Snuff Garrett, la canción consiguió su nombre actual.
Fue lanzada cuatro años después del último éxito notorio de la artista, «You Better Sit Down Kids», lo cual marcó una especie de regreso en su carrera y llevó su éxito más allá de Estados Unidos, encabezando no solo las listas de popularidad americanas, sino además, ubicándose en las primeras casillas de Canadá y Reino Unido. Se convirtió en la canción más exitosa de Cher hasta aquel tiempo, vendiendo 2 961 078 copias.
La canción cuenta la vida de una mujer, la misma que narra la canción, la cual nació en «un vagón de un espectáculo ambulante». Su madre «solía bailar por el dinero que le arrojasen», mientras que su padre «hacía lo que pudiera; predicar un pequeño gospel, vender un par de botellas de Doctor Good», aunque la gente del pueblo los insultara con términos peyorativos como los del título de la canción. En un punto, la narradora cuenta acerca de un chico de 21 años, cinco años mayor que ella, el cual se encuentran durante uno de sus viajes. Tres meses después, el chico ha desaparecido y la narradora se describe a sí misma como una «mujer en problemas», aludiendo a que había quedado embarazada.
La canción fue adoptada por el club escocés de fútbol Clyde F.C., conocido entre sus seguidores como «The Gypsy Army» («El ejército gitano») y es reproducida momentos antes de cada juego como locales en el estadio Broadwood.

## Interpretaciones en vivo
«Gypsys, Tramps & Thieves» ha estado presente en algunas giras y espectáculos de la artista:
- Do You Believe? Tour
- Living Proof: The Farewell Tour
- Cher at the Colosseum
- Dressed To Kill Tour

## Video musical
El video de «Gypsys, Tramps & Thieves» es considerado el primero en la carrera de Cher. Fue grabado durante una presentación de la artista en el programa The Sonny & Cher Comedy Hour en 1971. En él se puede apreciar a Cher cantando frente a una casa vagón alrededor de una fogata. Una segunda versión fue realizada casi al mismo tiempo, la cual era casi idéntica a la primera pero incluyó bailarinas vestidas de gitanas danzando alrededor del fuego.
En 2002, Dan-O-Rama creó un popurrí de «Gypsys, Tramps & Thieves», así como de otras destacadas canciones de la artista de la misma época, entre ellas, «All I Really Want to Do», «Half-Breed» y  «Dark Lady». El remix fue incluido en la gira de la cantante Living Proof: The Farewell Tour.

## Posicionamiento en listas

### Semanales
| Alemania          | Media Control Charts        | 25 |
| Bélgica (Flandes) | Ultratop                    | 27 |
| Canadá            | RPM                         | 1  |
| Estados Unidos    | Billboard Hot 100           | 1  |
| Malasia           | —Lista desconocida—         | 2  |
| Países Bajos      | Mega Top 50                 | 23 |
| Reino Unido       | The Official Charts Company | 4  |
| Singapur          | —Lista desconocida—         | 4  |

## Certificaciones
| País           | Organismo certificador | Certificación | Simbolización | Ventas certificadas |
| -------------- | ---------------------- | ------------- | ------------- | ------------------- |
| Estados Unidos | RIAA                   | Oro           | ●             | 500 000             |